# 特雷姆里
特雷姆里（法語：Trémery，法語發音：[tʁem(ə)ʁi]；洛林法兰克语：Tremmerchen）是法国摩泽尔省的一个市镇，属于梅斯区。

## 地理
特雷姆里（49°14'47"N, 6°13'28"E）面积7.53 平方千米，位于法国大東部大區摩泽尔省，该省份为法国东北部内陆省份，是洛林的一部分，西南接默尔特-摩泽尔省，东临下莱茵省，北与卢森堡和德国接壤。
与特雷姆里接壤的市镇（或旧市镇、城区）包括：摩泽尔河畔艾、埃讷里、弗莱维、吕唐日、吕朗日莱蒂永维尔。

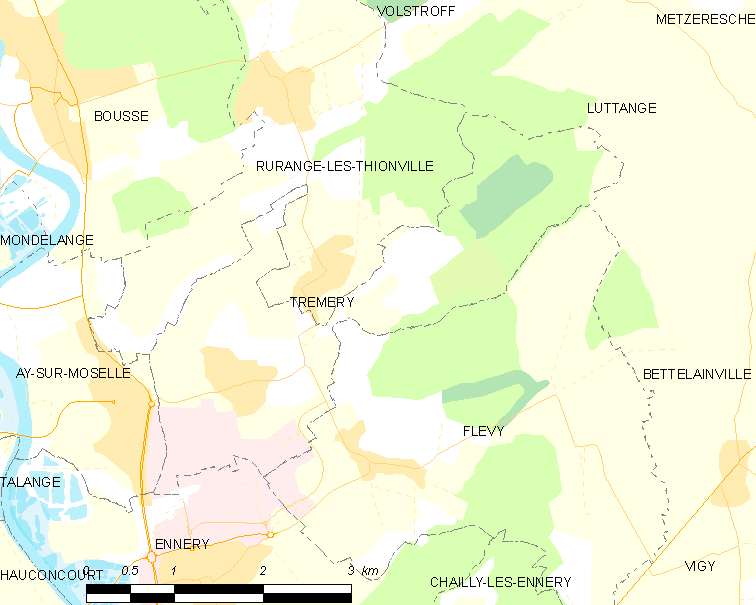
特雷姆里的OSM定位图

特雷姆里的时区为UTC+01:00、UTC+02:00（夏令时）。

## 行政
特雷姆里的邮政编码为57300，INSEE市镇编码为57677。

## 政治
特雷姆里所属的省级选区为梅斯地区县。

## 人口

1962-2008年间特雷姆里人口变化图示

特雷姆里于2022年1月1日时的人口数量为979人。